# Васа Солунска
Света мъченица Васа Солунска (на гръцки: Αγία Βάσσα) е православна светица, почитана като мъченица, пострадала при управлението на император Максимиан. Почита се заедно със синовете си мъченици от Православната църква на 21 август.

## Биография
Живее в Едеса Македонска (Воден), Едеса Сирийска или в Лариса, тогава в Римската империя, в християнско семейство. Християнка е, но се омъжва за езическия жрец Валерий. Тримата си сина с него, Теогний, Агапий и Пист, възпитава в християнската вяра. По време на гоненията при император Максимиан и цезар Галерий, мъжът ѝ прави донос срещу нея и децата си. Въпреки заплахите те отказват да принесат жертви на езическите идоли. Пред очите на Васа Теогний е увесен с краката надолу и е стърган с железни пили. На Агапий е съдрана кожата от главата до гърдите, но той не проронва дума. Пист също е измъчван. След това тримата ѝ сина са обезглавени, а Васа е затворена и оставена да умре от глад, но ангелът ѝ пазител я хранел с небесна храна. Васа оцелява мъчения с огън, вода и зверове. След като разбива статуята на Зевс в езически храм, мъченицата е хвърлена в морето. Стоящите на брега виждат как изненадващо се появява кораб и Васа е извадена от морето от трима мъже с ореоли. След осем дни тя слиза на остров Алон в Мраморно море, до Кизик или на Алонисос в Бяло море. За това научава управителят, който отново започва да я кара да принесе жертва на идолите. За отказа ѝ я бият и ѝ отсичат главата с меч.
Датата на нейната кончина е неизвестна. Някои смятат, че 280 година, а други – 290 година.
Около 450 година в Халкидон съществува църква на името на Света Васа.
Света Васа е изобразена от Захарий Зограф в 1848 година в католикона на Троянския манастир, в нишата на южния прозорец на притвора. В 1849 година я изобразява отново сред българските светци на южната стена на католикона на Преображенския манастир. Много по-късно се появява схематично изображение на Света Васа в църквата „Свети Никола“ в Тополница, Дупнишко. Тъй като Воден е в Солунско, в България мъченицата е наречена Солунска.